# Entomacrodus cymatobiotus
Entomacrodus cymatobiotus är en fiskart som beskrevs av Schultz och Chapman, 1960. Entomacrodus cymatobiotus ingår i släktet Entomacrodus och familjen Blenniidae. Inga underarter finns listade i Catalogue of Life.